# Nuoto ai XVII Giochi paralimpici estivi - Donne 50 metri rana
La gara di nuoto 50 metri rana femminili ai XVII Giochi paralimpici estivi si è svolta il 4 settembre 2024 alla Paris La Défense Arena.

## Programma
L'unico evento, destinato alla classe SB3, era articolato in una serie di batterie di qualificazione che si sono svolte in mattinata; la finale è stata disputata la sera del medesimo giorno.

## Risultati
Tutti i tempi sono espressi in minuti e secondi.
| Pos. | Atleta                      | Nazione                     | Tempo   | Note                                |
| ---- | --------------------------- | --------------------------- | ------- | ----------------------------------- |
|      | Monica Boggioni             | Italia                      | 0:53,25 | Record paralimpico · Record europeo |
|      | Patrícia Pereira dos Santos | Brasile                     | 0:58,31 |                                     |
|      | Marta Fernández Infante     | Spagna                      | 0:58,63 |                                     |
| 4    | Maryna Verbova              | Ucraina                     | 1:02,41 |                                     |
| 5    | Zoia Shchurova              | Atleti Paralimpici Neutrali | 1:03,59 |                                     |
| 6    | Lidia Vieira da Cruz        | Brasile                     | 1:04,10 |                                     |
| 7    | Nely Edith Miranda Herrera  | Messico                     | 1:04,43 |                                     |
| 8    | Patricia Valle Benitez      | Messico                     | 1:07,03 |                                     |